# 伊万尼夫卡 (海尼切斯克区)
伊万尼夫卡（羅馬化：Ivanivka）是烏克蘭南部赫爾松州海尼切斯克區伊万尼夫卡市镇的市級鎮及其行政中心。始建於1820年，面積10.439平方公里，海拔高度39米，2011年人口4,708，人口密度每平方公里451人。